# Chotdae Rock
Der Chotdae Rock ist eine 15 m hoher Klippenfelsen im Archipel der Südlichen Shetlandinseln. Er liegt unmittelbar vor dem Narębski Point von King George Island.
Südkoreanische Wissenschaftler benannten ihn deskriptiv nach seiner Form (koreanisch 촛대 chotdae, deutsch ‚Kerze‘).